# Heimatmuseum Bergen-Enkheim

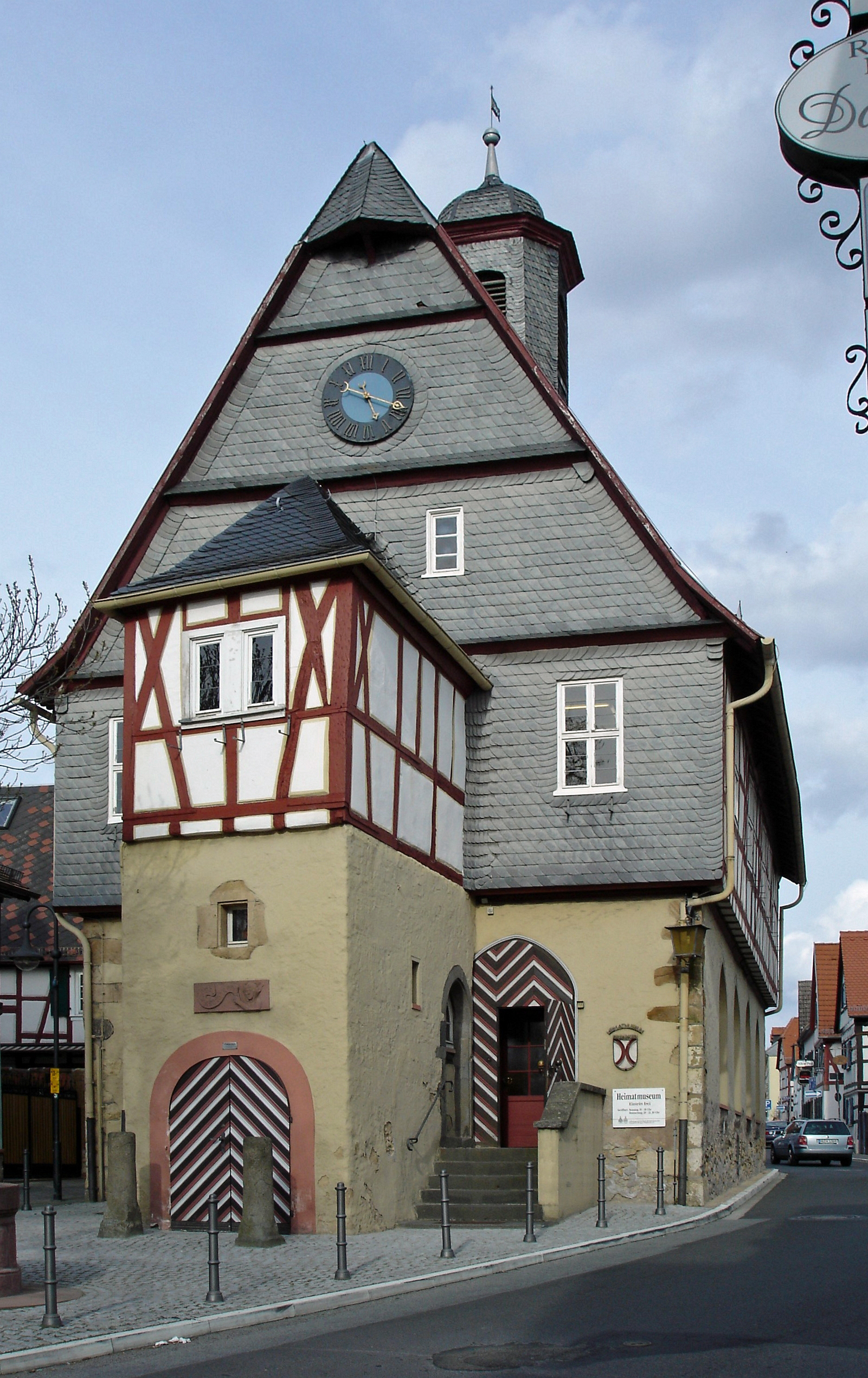
Die Eingangsseite des Museums (die westliche Fassade des Rathauses)

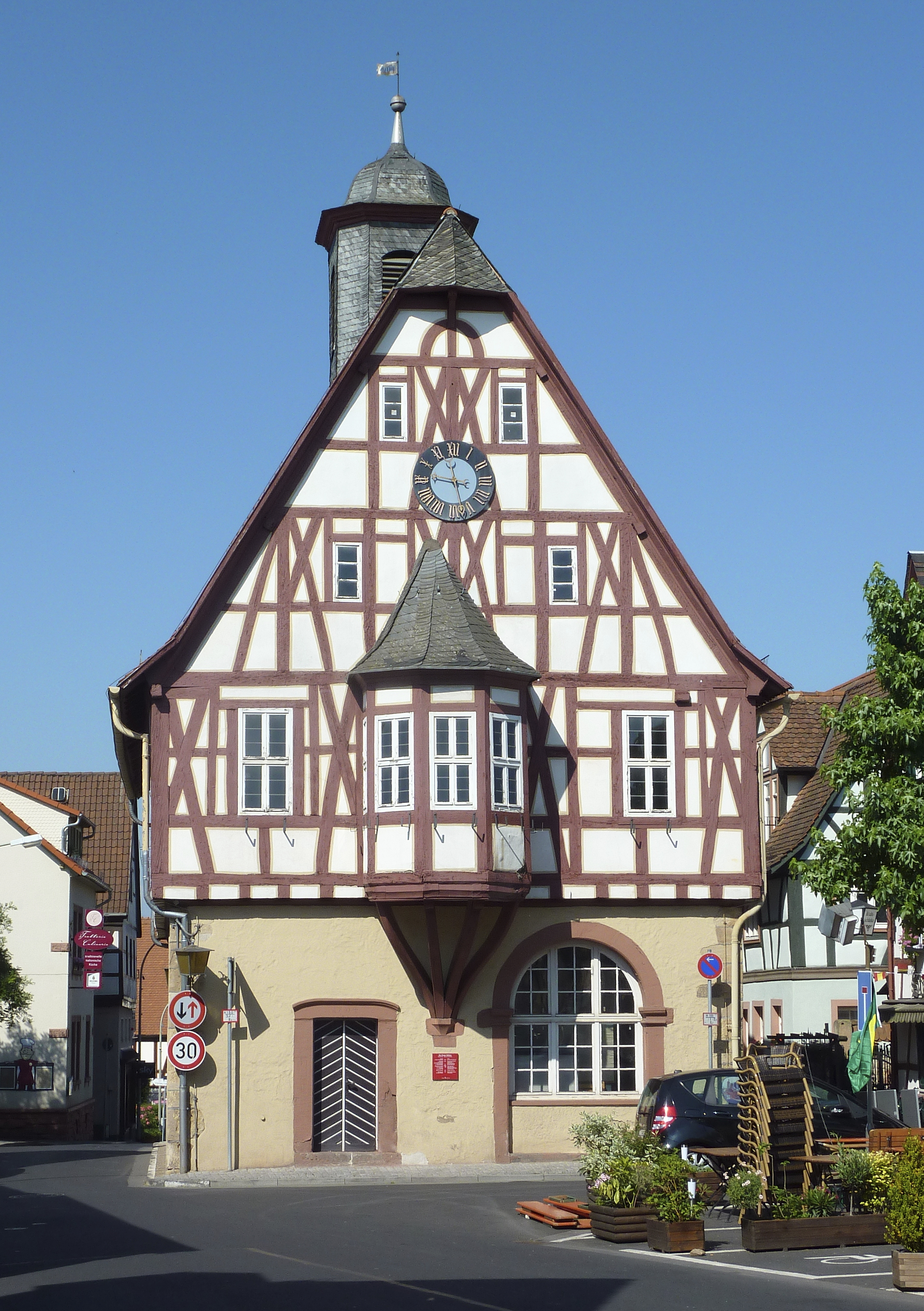
Das Wahrzeichen des Ortes: Das Historische Rathaus (Ostfassade)

Das Heimatmuseum Bergen-Enkheim ist seit dem Jahr 1959 im historischen Rathaus Bergen-Enkheims untergebracht. Bergen-Enkheim besaß seit 1968 Stadtrechte und wurde im Jahr 1977 von Frankfurt am Main eingemeindet.
Träger des Heimatmuseums ist der Verein Arbeitsgemeinschaft Heimatmuseum Frankfurt am Main – Bergen-Enkheim e. V. Er verfügt über rund 150 Mitglieder und Spender.

## Ausstellung
Auf der Westseite des Rathauses (frühere Bezeichnung Spilhus/Spielhaus), der zum Teil verschieferten Gebäuderückseite mit dem Treppenturm findet sich der Eingang zum Heimatmuseum. Er ist über fünf Treppenstufen zu erreichen. Im Kellergewölbe des Rathauses werden landwirtschaftliche Geräte gezeigt, unter anderem solche zur Erzeugung von Apfelwein. Das Erdgeschoss ist die ehemals offene Markt- und Gerichtshalle. In ihr finden sich unter anderem ein Modell des Spilhus mit vergleichenden historischen Fotos. Ein großes Diorama mit 2.260 bemalten Zinnsoldaten veranschaulicht die blutige Schlacht bei Bergen vom Karfreitag, dem 13. April 1759, das bedeutendste kriegerische Ereignis Hessens. Ein großer Wappenstein von 1671 aus Sandstein und das Grabmal eines Berger Amtmannes zeigen zeitgenössische Arbeiten. In der ersten Etage finden sich mehrere Schauräume, unter anderem mit historischen Münzen, Porzellan, Steingut und Waffen. Ein kleines Diorama zeigt die Eroberung der Schelmenburg durch eine Streitmacht aus dreizehn Städten unter dem Oberbefehl Frankfurts, welche die als Raubritter verhassten Brüder Gerlach und Sibold Schelm von Bergen festsetzten. Im Erker des Rathauses werden historische Nähtische gezeigt. Auf der Treppe und dem Gang zum Sitzungssaal sind Exponate aus der Frühgeschichte, eine geologische und eine naturkundliche Ausstellung zu sehen.
Der Museumsbestand erstreckt sich vom Faustkeil aus der Altsteinzeit (120.000 Jahre alt), der 1961 von Heinz Ackermann bei Ausschachtarbeiten in der heutigen Vilbeler Landstraße gefunden wurde, über Funde von Bandkeramik aus der Jungsteinzeit, Exponate der Urnenfelder-Bronzezeit (1200–800 v. Chr.), Bronzeschmuck der Hallstattzeit und der Latènezeit (800–500 v. Chr. und 500 v. Chr.–50 n. Chr.), römische Töpfereireste sowie Ziegelbruchstücke der Legionen XIV und XXII. Weiterhin findet man Silbermünzen aus der Zeit des Schmalkaldischen Krieges, Waffen aus dem Mittelalter, der Zeit des Dreißigjährigen Krieges bis zur napoleonischen Ära.
Die AG Heimatmuseum veröffentlicht mehrmals jährlich ihre Publikation spilhus („Mitteilungen für die Freunde des Heimatmuseums …“) mit Artikeln über historisch interessante lokale Themen, sowie Mitteilungen des Vereins – eine zwölfseitige Zeitschrift im DIN-A4-Format. Die Zeitschrift wird an die Mitglieder versandt und liegt kostenlos in diversen Geschäften und im Museum zur Mitnahme aus. Einige Ausgaben stehen jedoch auch online per PDF-Datei zum Herunterladen bereit.
Das Heimatmuseum Bergen-Enkheim beging im Jahr 2009 sein 50. Jubiläum. Am Karfreitag desselben Jahres war der 250. Jahrestag der Schlacht bei Bergen.

## Verkehrsanbindung
Mit dem öffentlichen Personennahverkehr kann das Alte Berger Rathaus bzw. das Heimatmuseum Bergen-Enkheim mit den RMV-Buslinien 42 und 43 erreicht werden. Die Haltestelle Heimatmuseum Bergen-Enkheim liegt in unmittelbarer Nähe des Gebäudes. Parkplätze sind an der nahe gelegenen Stadthalle zu finden.

## Dachstuhlrenovierung
Seit Anfang 2012 war das Museum ab der ersten Etage zur Renovierung des Dachstuhls und der Geschossdecke für Besucher gesperrt. Die zuvor dort befindlichen Exponate und Einbauten wurden dazu ausgelagert.
Seit Ende 2015 ist das Museum – wegen Bau- und Sicherungsarbeiten – bis auf weiteres für die Öffentlichkeit nicht zugänglich.
Seit dem 7. November 2019, gibt es jedoch nebenan in der Marktstraße 38, wo sich auch die Auslagerungsräume des Museums befinden, an jedem ersten Sonntag im Monat zwischen 15 und 18 Uhr eine Teilausstellung zur Überbrückung bis zur voraussichtlichen Wiedereröffnung im Jahr 2022.